# Dipodomys
Dipodomys (Dipodomys) — рід ссавців, гризун з родини Гетеромісові (Heteromyidae) підряду Бобровиді (Castorimorpha).

## Поширення
Живуть в Північній Америці.
Відомі з пізнього пліоцену.

## Морфологія
Довжина тіла — від 10 до 20 см, хвіст приблизно рівної до тіла довжини. Маса тіла — від 35 до 180 г. Відмінна особливість — довгі задні лапи.

## Родинні групи
Близьким до Dipodomys родом є Microdipodops (2 види). Разом ці два роди формують підродину Dipodomyinae Gervais, 1853 — одну з підродин родини гетеромісових (Heteromyidae Gray, 1868), що входить до складу надродини Geomyoidea Bonaparte, 1845 підряду Castorimorpha:
- підряд Castorimorpha — бобровиді
  - надродина Geomyoidea — гоферуваті
    - родина Heteromyidae — гетеромісові
      - підродина Dipodomyinae — діподомісові
        - рід Dipodomys (22 види) — діподоміс
        - рід Microdipodops (2 види) — мікродіподопс.

## Види

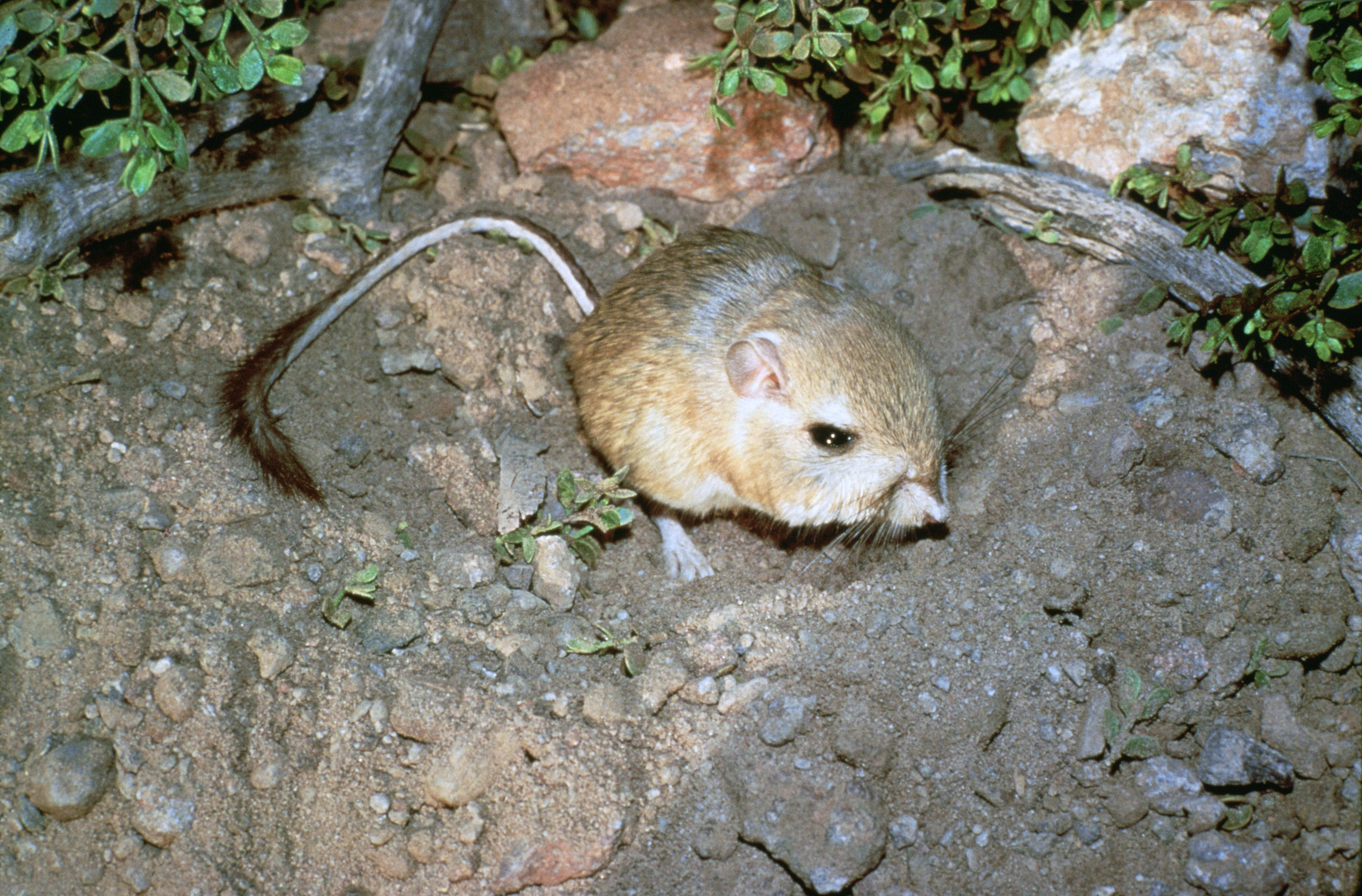
Dipodomys ingens

Відомі 22 види цього роду.
- Dipodomys ordii
- Dipodomys compactus
- Dipodomys microps
- Dipodomys panamintinus
- Dipodomys stephensi
- Dipodomys elephantinus
- Dipodomys venustus
- Dipodomys agilis
- Dipodomys heermanni
- Dipodomys californicus
- Dipodomys gravipes

- Dipodomys ingens
- Dipodomys spectabilis
- Dipodomys nelsoni
- Dipodomys elator
- Dipodomys phillipsii
- Dipodomys merriami
- Dipodomys insularis
- Dipodomys margaritae
- Dipodomys nitratoides
- Dipodomys deserti